# Meki
Pour les articles homonymes, voir Meki (homonymie).
Cet article possède un paronyme, voir Mais qui ?.
Meki est une ville du centre de l'Éthiopie, située dans la zone Misraq Shewa de la région Oromia.
Elle se trouve à environ 1 663 m d'altitude dans la vallée du Grand Rift, au nord du lac Ziway, sur la route A7 Mojo-Shashamané. Elle est le centre administratif du woreda Dugda.
Au recensement de 2007, elle est la seule agglomération du woreda avec 36 252 habitants.	
La population urbaine du woreda — estimée en 2020, par projection des taux de 2007, à 40 147 personnes — donne une estimation de la population actuelle de la ville.